# Framilode
Framilode – wieś w Anglii, w hrabstwie Gloucestershire. Leży 12 km na południowy zachód od miasta Gloucester i 159 km na zachód od Londynu.